# Vásárhelyi Molnár István
Vásárhelyi (Marosvásárhelyi) Molnár István (Marosvásárhely, 1654 – Nagyenyed?, 1728 márciusa) református lelkész, az Erdélyi református egyházkerület püspöke 1720-tól haláláig.

## Élete
Marosvásárhelyen tanult egy ideig. Iskoláit aztán Kolozsvárt és Nagyenyeden folytatta. Külföldre menvén, 1677-ben az utrechti, 1678 szeptemberétől a franekeri, 1679. augusztus 1-jétől a leideni egyetemen gyarapította ismereteit. Hazajőve, 1680 tavaszán rektor lett Marosvásárhelyen, a következő évben pedig a fejedelem udvari papja Radnóton. 1690-től Vajdahunyadon, 1695-től Harasztkeréken, 1697-től Mezőbándon, 1702-től Küküllőváron, 1710-től Nagyenyeden lelkészkedett. Itt a nagyenyedi egyházmegye esperessé, az egyházkerület generalis notariussá választotta. Már 1713-ban, majd 1717-ben is püspökké akarta tenni a papság, de a világiak útját állották. Csak 1720-ban lett keresztülvihető a megválasztása. 
Írói működést nem folytatott; mindössze egy gyászverse van a Rácböszörményi János halálára (1677).